# Melanie Oudin
Pour les articles homonymes, voir Oudin.
Melanie Oudin, née le 23 septembre 1991 à Marietta, est une joueuse de tennis américaine, professionnelle de 2008 à 2017.

## Biographie
Melanie Oudin a des origines françaises par son arrière-grand-père. Elle a une sœur jumelle, Katerine, et une petite sœur, Christina. Son modèle est Justine Henin qui, selon elle, « a prouvé qu'il n'y a pas besoin d'être grande pour gagner des titres ».

## Carrière tennistique
Numéro deux mondiale en junior, Melanie Oudin passe professionnelle en février 2008. Elle reçoit alors une Wild Card pour l'Open de Miami où elle perd au premier tour contre Tathiana Garbin en trois sets. En août de la même année, elle reçoit une autre invitation pour son premier tournoi du Grand Chelem, à l'US Open, où elle perd également d'entrée face à l'Australienne Jessica Moore. Elle atteint enfin en octobre son premier quart de finale dans un tournoi WTA, au Challenge Bell de Québec.
C'est en 2009, l'année suivante, que Melanie Oudin signe son premier coup d'éclat en éliminant Jelena Janković au 3e tour de Wimbledon, alors qu'elle est issue des qualifications. Elle perd au quatrième tour face à Agnieszka Radwańska. Deux mois plus tard, à l'occasion de l'US Open 2009, elle sort successivement quatre Russes : Anastasia Pavlyuchenkova, la numéro quatre mondiale Elena Dementieva, l'ex-numéro un Maria Sharapova, et Nadia Petrova. Elle chute en quart contre la Danoise Caroline Wozniacki.

### Parcours en Fed Cup
Melanie Oudin a été sélectionnée comme seconde joueuse de simple lors de la rencontre États-Unis - Argentine en février 2009. Si elle perd son premier match contre Gisela Dulko, elle gagne le second face à Betina Jozami.

## Palmarès

### Titre en simple dames
| No | Date       | Nom et lieu du tournoi    | Catégorie | Dotation  | Surface      | Finaliste       | Score    |          |
| -- | ---------- | ------------------------- | --------- | --------- | ------------ | --------------- | -------- | -------- |
| 1  | 11-06-2012 | Aegon Classic, Birmingham | Intern'l  | 220 000 $ | Gazon (ext.) | Jelena Janković | 6-4, 6-2 | Parcours |

### Finale en simple dames
Aucune

### Titre en double mixte
| No | Date       | Nom et lieu du tournoi   | Catégorie | Dotation     | Surface    | Partenaire | Finalistes                   | Score           |          |
| -- | ---------- | ------------------------ | --------- | ------------ | ---------- | ---------- | ---------------------------- | --------------- | -------- |
| 1  | 29-08-2011 | US Open Flushing Meadows | G. Chelem | 10 768 000 $ | Dur (ext.) | Jack Sock  | Gisela Dulko Eduardo Schwank | 7-64, 4-6, 10-8 | Parcours |

## Parcours en Grand Chelem

### En simple dames
| Année | Open d'Australie | Open d'Australie   | Internationaux de France | Internationaux de France | Wimbledon       | Wimbledon           | US Open         | US Open            |
| ----- | ---------------- | ------------------ | ------------------------ | ------------------------ | --------------- | ------------------- | --------------- | ------------------ |
| 2008  | —                | —                  | —                        | —                        | —               | —                   | 1er tour (1/64) | Jessica Moore      |
| 2009  | 1er tour (1/64)  | Akgul Amanmuradova | —                        | —                        | 4e tour (1/8)   | Agnieszka Radwańska | 1/4 de finale   | Caroline Wozniacki |
| 2010  | 1er tour (1/64)  | Alla Kudryavtseva  | 1er tour (1/64)          | Anabel Medina            | 2e tour (1/32)  | Jarmila Gajdošová   | 2e tour (1/32)  | Alona Bondarenko   |
| 2011  | 1er tour (1/64)  | Klára Zakopalová   | 1er tour (1/64)          | Francesca Schiavone      | 1er tour (1/64) | Ana Ivanović        | 1er tour (1/64) | Romina Oprandi     |
| 2012  | Q1               | Laura Robson       | 2e tour (1/32)           | Sara Errani              | 1er tour (1/64) | Tímea Babos         | 1er tour (1/64) | Lucie Šafářová     |
| 2013  | 1er tour (1/64)  | Laura Robson       | 2e tour (1/32)           | Zheng Jie                | 1er tour (1/64) | M. L. de Brito      | Q1              | Elena Baltacha     |
| 2014  | —                | —                  | Q2                       | Kiki Bertens             | Q3              | Aleksandra Wozniak  | Q3              | Ashleigh Barty     |

N.B. : à droite du résultat se trouve le nom de l'ultime adversaire.

### En double dames
| Année | Open d'Australie              | Open d'Australie           | Internationaux de France     | Internationaux de France   | Wimbledon                     | Wimbledon                 | US Open                       | US Open                    |
| ----- | ----------------------------- | -------------------------- | ---------------------------- | -------------------------- | ----------------------------- | ------------------------- | ----------------------------- | -------------------------- |
| 2007  | —                             | —                          | —                            | —                          | —                             | —                         | 1er tour (1/32) Jamie Hampton | Chan Yung-Jan Chuang C-j.  |
| 2008  | —                             | —                          | —                            | —                          | —                             | —                         | 1er tour (1/32) Asia Muhammad | S. Cîrstea M. Niculescu    |
| 2009  | —                             | —                          | —                            | —                          | —                             | —                         | 1er tour (1/32) Ayumi Morita  | Anabel Medina V. Ruano     |
| 2010  | 1er tour (1/32) K. Flipkens   | B. Mattek Yan Zi           | 2e tour (1/16) E. Gallovits  | Květa Peschke K. Srebotnik | 1er tour (1/32) Riza Zalameda | Nadia Petrova S. Stosur   | 2e tour (1/16) Jamie Hampton  | M. Kirilenko A. Radwańska  |
| 2011  | 1er tour (1/32) C. Gullickson | J. Gajdošová K. Zakopalová | 1er tour (1/32) Jelena Dokić | A. Dulgheru M. Rybáriková  | 1er tour (1/32) Chakvetadze   | Sania Mirza Elena Vesnina | 1er tour (1/32) Ahsha Rolle   | S. Arvidsson V. Dushevina  |
| 2012  | —                             | —                          | —                            | —                          | —                             | —                         | 1er tour (1/32) Grace Min     | Sílvia Soler Carla Suárez  |
| 2013  | —                             | —                          | 1er tour (1/32) Madison Keys | Lauren Davis Megan Moulton | 1er tour (1/32) Madison Keys  | T. Pironkova Y. Wickmayer | 2e tour (1/16) Alison Riske   | Liezel Huber N. Llagostera |
| 2014  | —                             | —                          | —                            | —                          | —                             | —                         | 1er tour (1/32) Grace Min     | P. Cetkovská K. Piter      |
| 2015  | —                             | —                          | —                            | —                          | —                             | —                         | 1er tour (1/32) J. Pegula     | T. Bacsinszky Chuang C-j.  |

N.B. : le nom du ou de la partenaire se trouve sous le résultat ; le nom des ultimes adversaires se trouve à droite.

### En double mixte
| Année | Open d'Australie | Open d'Australie | Internationaux de France | Internationaux de France | Wimbledon | Wimbledon | US Open                          | US Open                      |
| ----- | ---------------- | ---------------- | ------------------------ | ------------------------ | --------- | --------- | -------------------------------- | ---------------------------- |
| 2008  | —                | —                | —                        | —                        | —         | —         | 1er tour (1/16) Donald Young     | Cara Black Leander Paes      |
| 2009  | —                | —                | —                        | —                        | —         | —         | 1er tour (1/16) Rajeev Ram       | Hsieh Su-wei Kevin Ullyett   |
| 2010  | —                | —                | —                        | —                        | —         | —         | 2e tour (1/8) Ryan Harrison      | Liezel Huber Bob Bryan       |
| 2011  | —                | —                | —                        | —                        | —         | —         | Victoire Jack Sock               | Gisela Dulko Eduardo Schwank |
| 2012  | —                | —                | —                        | —                        | —         | —         | 2e tour (1/8) Jack Sock          | Sania Mirza Colin Fleming    |
| 2013  | —                | —                | —                        | —                        | —         | —         | 1er tour (1/16) Austin Krajicek  | Anabel Medina Bruno Soares   |
| 2014  | —                | —                | —                        | —                        | —         | —         | 1er tour (1/16) Rajeev Ram       | Chan Yung-Jan Ross Hutchins  |
| 2015  | —                | —                | —                        | —                        | —         | —         | —                                | —                            |
| 2016  | —                | —                | —                        | —                        | —         | —         | 1er tour (1/16) Mitchell Krueger | Chan Yung-Jan Nenad Zimonjić |

N.B. : le nom de la partenaire se trouve sous le résultat ; le nom des ultimes adversaires se trouve à droite.

## Parcours en «Premier Mandatory» et «Premier 5»
Découlant d'une réforme du circuit WTA inaugurée en 2009, les tournois WTA « Premier Mandatory » et « Premier 5 » constituent les catégories d'épreuves les plus prestigieuses, après les quatre levées du Grand Chelem.

### En simple dames
| Année |              | Premier Mandatory           | Premier Mandatory             | Premier Mandatory            | Premier Mandatory |       | Premier 5 | Premier 5 | Premier 5                   | Premier 5                 | Premier 5                   | Premier 5                 | Premier 5                 |
| Année | Indian Wells | Miami                       | Madrid                        | Pékin                        |                   | Dubaï | Rome      | Canada    | Cincinnati                  | Tokyo                     | Tokyo                       |                           |                           |
| Année | Indian Wells | Miami                       | Madrid                        | Pékin                        | Doha              |       | Rome      | Canada    | Cincinnati                  | Tokyo                     | Tokyo                       |                           |                           |
| Année | Indian Wells | Miami                       | Madrid                        | Pékin                        |                   |       | Rome      | Canada    | Cincinnati                  | Tokyo                     | Tokyo                       |                           |                           |
| 2009  |              | 1er tour (1/64) L. Šafářová | 1er tour (1/64) D. Hantuchová |                              |                   |       |           |           |                             |                           | 1er tour (1/32) A. Ivanović |                           |                           |
| 2010  |              | 1er tour (1/64) R. Vinci    | 2e tour (1/32) V. Zvonareva   | 1er tour (1/32) V. Zvonareva |                   |       |           |           | 1er tour (1/32) B. Mattek   | 1er tour (1/32) B. Mattek | 1er tour (1/32) E. Vesnina  | 1er tour (1/32) K. Kanepi | 1er tour (1/32) K. Kanepi |
| 2011  |              | 2e tour (1/32) Y. Wickmayer | 2e tour (1/32) D. Hantuchová  |                              |                   |       |           |           |                             |                           |                             |                           |                           |
| 2013  |              | 1er tour (1/64) M. Keys     |                               |                              |                   |       |           |           | 2e tour (1/16) D. Cibulková |                           |                             |                           |                           |

Sous le résultat, l’ultime adversaire.

### En double dames
| Année                   | Premier Mandatory    | Premier Mandatory | Premier Mandatory | Premier Mandatory | Premier Mandatory | Premier Mandatory | Premier Mandatory | Premier Mandatory | Premier 5 | Premier 5 | Premier 5 | Premier 5 | Premier 5 | Premier 5 | Premier 5 | Premier 5               | Premier 5           | Premier 5  | Premier 5 | Premier 5 | Premier 5 | Premier 5 |
| Année                   | Indian Wells         | Indian Wells      | Miami             | Miami             | Madrid            | Madrid            | Pékin             | Pékin             | Dubaï     | Dubaï     | Doha      | Doha      | Rome      | Rome      | Canada    | Canada                  | Cincinnati          | Cincinnati | Tokyo     | Tokyo     | Wuhan     | Wuhan     |
| ----------------------- | -------------------- | ----------------- | ----------------- | ----------------- | ----------------- | ----------------- | ----------------- | ----------------- | --------- | --------- | --------- | --------- | --------- | --------- | --------- | ----------------------- | ------------------- | ---------- | --------- | --------- | --------- | --------- |
| 2009                    |                      |                   |                   |                   |                   |                   |                   |                   |           |           |           |           |           |           |           |                         |                     |            |           |           |           |           |
| —                       | —                    | —                 | —                 | —                 | —                 | —                 | —                 | —                 | —         |           |           | —         | —         | —         | —         | 2e tour (1/8) Perry     | Hantuchová Sugiyama | —          | —         |           |           |           |
| 2010                    |                      |                   |                   |                   |                   |                   |                   |                   |           |           |           |           |           |           |           |                         |                     |            |           |           |           |           |
| 1er tour (1/16) Perry   | Kleybanova Schiavone | —                 | —                 | —                 | —                 | —                 | —                 | —                 | —         |           |           | —         | —         | —         | —         | 1er tour (1/16) Hampton | Mirza Niculescu     | —          | —         |           |           |           |
| 2011                    |                      |                   |                   |                   |                   |                   |                   |                   |           |           |           |           |           |           |           |                         |                     |            |           |           |           |           |
| 1er tour (1/16) Hampton | Chuang Dulgheru      |                   |                   |                   |                   |                   |                   | —                 | —         |           |           |           |           |           |           |                         |                     |            |           |           |           |           |
| 2012                    |                      |                   |                   |                   |                   |                   |                   |                   |           |           |           |           |           |           |           |                         |                     |            |           |           |           |           |
| —                       | —                    | —                 | —                 | —                 | —                 | —                 | —                 |                   |           | —         | —         | —         | —         | —         | —         | 1er tour (1/16) Glatch  | Kops-Jones Spears   | —          | —         |           |           |           |

N.B. : le nom de la partenaire se trouve sous le résultat ; le nom des ultimes adversaires se trouve à droite.

## Parcours en Fed Cup
| #                                                                      | Date       | Lieu              | Surface      | Gagnante(s)               | Perdante(s)                | Score          |          |
|                                                                        |            |                   |              |                           |                            |                |          |
| 2009 - 1/4 de finale (groupe mondial) - États-Unis - Argentine - 3 : 2 |            |                   |              |                           |                            |                |          |
| 1                                                                      | 07/02/2009 | Surprise          | Dur (ext.)   | Gisela Dulko              | Melanie Oudin              | 6-2, 7-5       | Parcours |
| 1                                                                      | 07/02/2009 | Surprise          | Dur (ext.)   | Melanie Oudin             | Betina Jozami              | 2-6, 6-1, 6-2  | Parcours |
|                                                                        |            |                   |              |                           |                            |                |          |
| 2009 - Finale (groupe mondial) - Italie - États-Unis - 4 : 0           |            |                   |              |                           |                            |                |          |
| 2                                                                      | 07/11/2009 | Reggio de Calabre | Terre (ext.) | Francesca Schiavone       | Melanie Oudin              | 7-62, 6-2      | Parcours |
| 2                                                                      | 07/11/2009 | Reggio de Calabre | Terre (ext.) | Flavia Pennetta           | Melanie Oudin              | 7-5, 6-2       | Parcours |
|                                                                        |            |                   |              |                           |                            |                |          |
| 2010 - 1/4 de finale (groupe mondial) - France - États-Unis - 1 : 4    |            |                   |              |                           |                            |                |          |
| 3                                                                      | 06/02/2010 | Liévin            | Terre (int.) | Melanie Oudin             | Pauline Parmentier         | 6-4, 6-4       | Parcours |
| 3                                                                      | 06/02/2010 | Liévin            | Terre (int.) | Melanie Oudin             | Julie Coin                 | 7-63, 6-4      | Parcours |
|                                                                        |            |                   |              |                           |                            |                |          |
| 2010 - 1/2 finale (groupe mondial) - États-Unis - Russie - 3 : 2       |            |                   |              |                           |                            |                |          |
| 4                                                                      | 24/04/2010 | Birmingham (AL)   | Dur (int.)   | Melanie Oudin             | Alla Kudryavtseva          | 6-3, 6-3       | Parcours |
| 4                                                                      | 24/04/2010 | Birmingham (AL)   | Dur (int.)   | Elena Dementieva          | Melanie Oudin              | 7-64, 0-6, 6-3 | Parcours |
|                                                                        |            |                   |              |                           |                            |                |          |
| 2010 - Finale (groupe mondial) - États-Unis - Italie - 1 : 3           |            |                   |              |                           |                            |                |          |
| 5                                                                      | 06/11/2010 | San Diego         | Dur (int.)   | Melanie Oudin             | Francesca Schiavone        | 6-3, 6-1       | Parcours |
| 5                                                                      | 06/11/2010 | San Diego         | Dur (int.)   | Sara Errani Roberta Vinci | Liezel Huber Melanie Oudin | Non joué       | Parcours |
|                                                                        |            |                   |              |                           |                            |                |          |
| 2011 - 1/4 de finale (groupe mondial) - Belgique - États-Unis - 4 : 1  |            |                   |              |                           |                            |                |          |
| 6                                                                      | 05/02/2011 | Anvers            | Dur (int.)   | Kim Clijsters             | Melanie Oudin              | 6-0, 6-4       | Parcours |
| 6                                                                      | 05/02/2011 | Anvers            | Dur (int.)   | Yanina Wickmayer          | Melanie Oudin              | 6-2, 6-0       | Parcours |
|                                                                        |            |                   |              |                           |                            |                |          |
| 2011 - Barrage (groupe mondial I) - Allemagne - États-Unis - 5 : 0     |            |                   |              |                           |                            |                |          |
| 7                                                                      | 16/04/2011 | Stuttgart         | Terre (int.) | Julia Görges              | Melanie Oudin              | 6-2, 7-65      | Parcours |
| 7                                                                      | 16/04/2011 | Stuttgart         | Terre (int.) | Andrea Petkovic           | Melanie Oudin              | 6-2, 6-3       | Parcours |

## Classements WTA en fin de saison

### En simple
| Année | 2007 | 2008 | 2009 | 2010 | 2011 | 2012 | 2013 | 2014 | 2015 |
| Rang  | 373  | 177  | 49   | 65   | 139  | 84   | 127  | 165  | 376  |

Source : (en) « Classements de Melanie Oudin », sur le site officiel du WTA Tour

### En double
| Année | 2007 | 2008 | 2009 | 2010 | 2011 | 2012 | 2013 | 2014 | 2015 |
| Rang  | 837  | 432  | 318  | 138  | 155  | 209  | 192  | 219  | 798  |

Source : (en) « Classements de Melanie Oudin », sur le site officiel du WTA Tour